# Finneset
Finneset és una península situada a la part est del fiord Grønfjorden a Spitsbergen, Svalbard, Noruega. Es troba a 2 km al sud de l'assentament de Barentsburg. Fins a l'any 1905 hi va haver una estació balenera anglesa. Des de 1926 va esdevenir el primer lloc de la primera estació sense fils de ràdio de l'Àrtida que es deia Svalbard Radio. També hi va haver una estació meteorològica. Tots dos serveis es van traslladar a Longyearbyen l'1 de setembre de 1930. És ben conegut per ser un bon lloc per ancorar un vaixell.